# Sirene (canção)
"Sirene" é uma canção do cantor e drag queen brasileiro Grag Queen. A canção foi lançada para download digital e streaming através da SB Music em 15 de setembro de 2023.

## Lançamento e promoção
A divulgação do single começou na primeira edição do The Town, onde Grag estreou um show no Palco Factory. Essa foi a primeira apresentação da artista com banda, formada por teclado, baixo, bateria, guitarra, cinco metais, uma percussão e quatro backing vocals. Durante o show, o artista revelou um single inédito, "Sirene", que marca a nova era artística dele. "Sirene" foi lançada para download digital e streaming em 15 de setembro de 2023.

## Videoclipe
Dirigido por Vitin Allencar, o videoclipe foi gravado em São Paulo, trazendo uma estética inspirada na banda Earth, Wind & Fire, com influência pelo funk norte-americano, de James Brown a Bruno Mars, e incorpora percussão tipicamente brasileira, bem como elementos distintivos da arte drag. A gravação do videoclipe contou com looks que reafirmam a estética da moda na década de 1980. Este videoclipe foi marcado por iniciar a nova era artística de Grag. O videoclipe teve sua estreia no mesmo dia do lançamento da canção das plataformas digitais.

## Apresentações ao vivo
Grag apresentou "Sirene" pela primeira vez na primeira edição do The Town em 9 de setembro de 2023.

## Prêmios e indicações
| Ano  | Prêmio       | Categoria                                   | Resultado | Ref. |
| ---- | ------------ | ------------------------------------------- | --------- | ---- |
| 2024 | WOWIE Awards | Best Music Video (The Iconic Visuals Award) | Venceu    |      |

## Faixas e formatos
| Download digital / streaming |          |         |  |
| N.º                          | Título   | Duração |  |
| 1.                           | "Sirene" | 2:29    |  |

## Histórico de lançamento
| Região | Data                   | Formato(s)                 | Gravadora(s) | Ref.  |
| ------ | ---------------------- | -------------------------- | ------------ | ----- |
| Várias | 15 de setembro de 2023 | Download digital streaming | SB Music     | [ 4 ] |